# Monocarpus
Monocarpus là một chi rêu trong họ Monocarpaceae.